# Gråkronad tyrann
Gråkronad tyrann (Myiozetetes granadensis) är en fågel i familjen tyranner inom ordningen tättingar.

## Utseende
Gråkronad tyrann är en medelstor tyrann med klargul buk. Huvudteckningen är relativt omarkerat, övervägande grått med vit strupe och diffust vitt i pannan. Jämfört med vida spridda tropikkungstyrannen är den mindre med mindre näbb. Liknande rödkronad tyrann har tydligare streckad ansiktstecking.

## Utbredning och systematik
Gråkronad tyrann delas in i tre underarter:
- Myiozetetes granadensis granadensis – förekommer i sluttningen mot Karibien från östra Honduras till centrala höglandet i Panama
- Myiozetetes granadensis occidentalis – förekommer från östra Panama (Darién) till västra Ecuador och nordvästra Peru (Tumbes)
- Myiozetetes granadensis obscurior – förekommer från östra Colombia till södra Venezuela, norra Bolivia och västra Amazonområdet i Brasilien

## Levnadssätt
Gråkronad tyrann är en ganska vanlig fågel i ungskog, skogsbryn och trädgårdar. Där ses den vanligen enstaka eller i par, ofta sittande väl synligt.

## Status
Arten har ett stort utbredningsområde och beståndet anses stabilt. Internationella naturvårdsunionen IUCN listar den därför som livskraftig (LC).